# المركز العمراني الشمالي

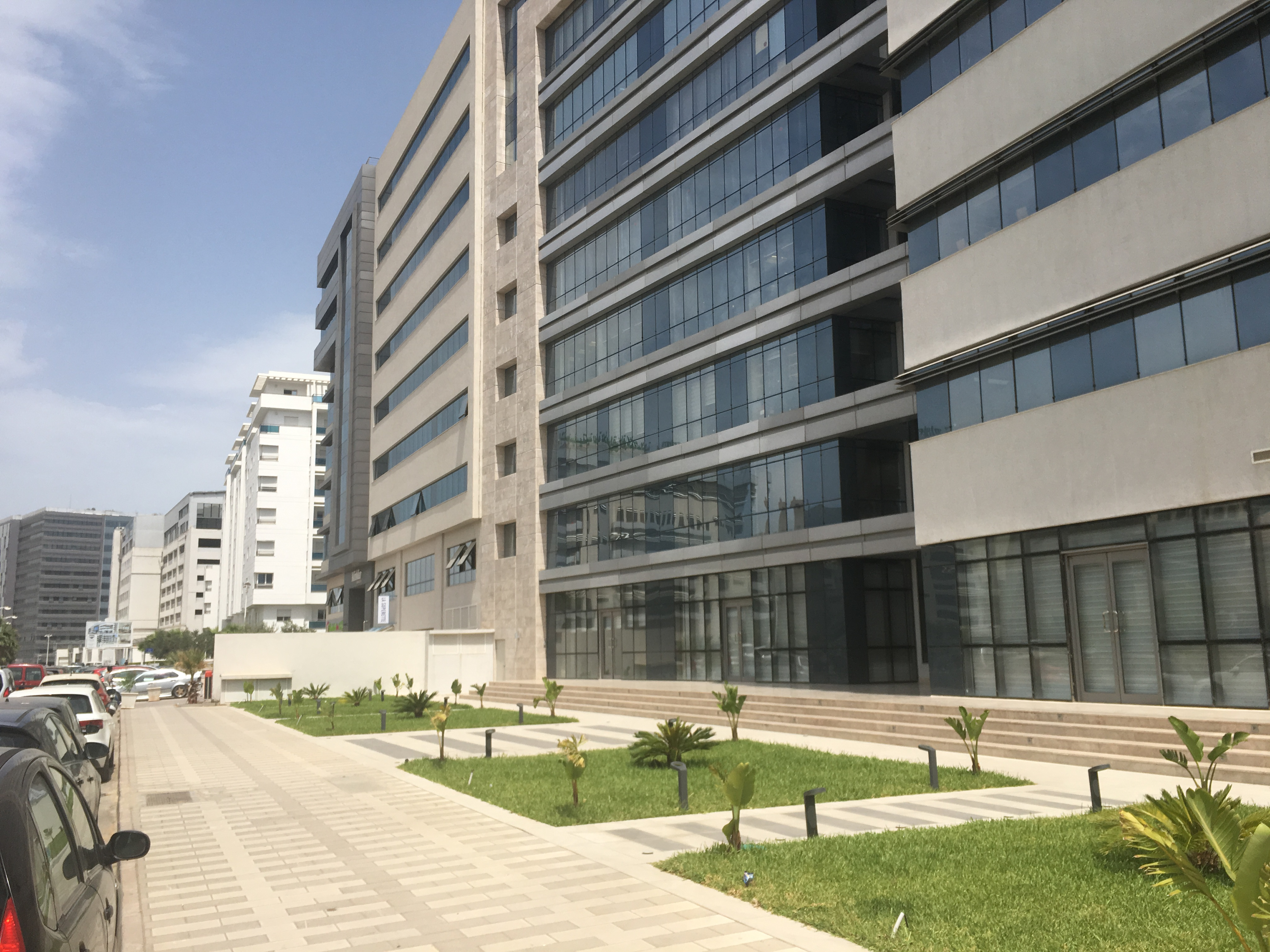
شارع صفية الشامية بالمركز العمراني الشمالي.

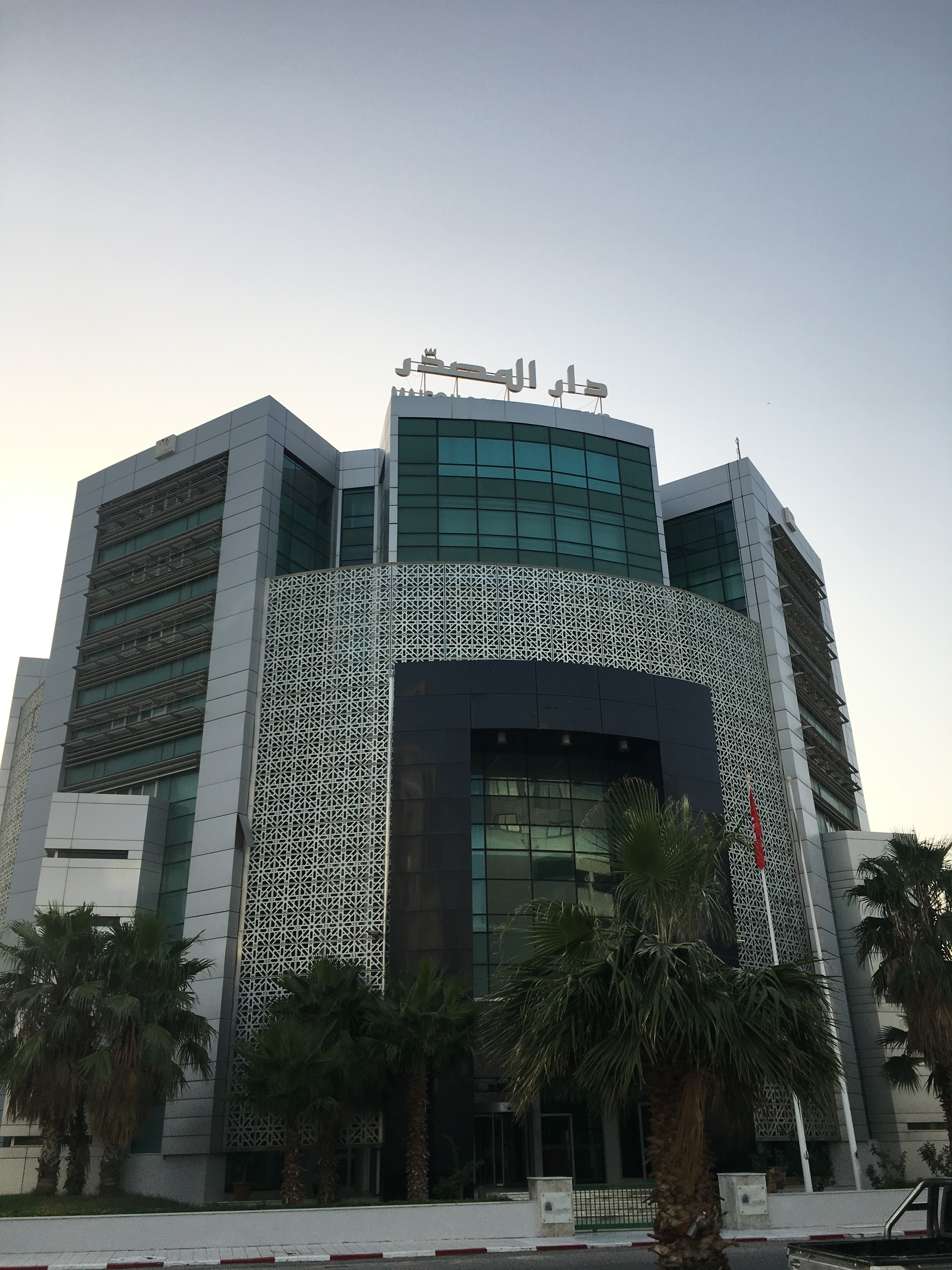
دار المصدر، مقر مركز النهوض بالصادرات.

المركز العمراني الشمالي (بالفرنسية: Centre Urbain Nord)‏ هي منطقة سكنية وإدارية تقع وسط مدينة تونس وتتبع إداريا معتمدية حي الخضراء.

## المنشئات
يحتوي المركز العمراني الشمالي على العديد من المنشئات ومقرات الشركات:
- شركة النقل عبر الأنابيب
- سفارة تركيا في تونس
- سفارة قطر في تونس
- سفارة السعودية في تونس
- المعهد الوطني للعلوم التطبيقية والتكنولوجيا
- الوكالة التونسية للتعاون الفني
- دار الصباح
- مدينة العلوم
- وزارة البيئة
- المنظمة العربية للتربية والثقافة والعلوم
- الشركة الوطنية لتوزيع البترول
- المعهد الوطني للبحوث الزراعية بتونس
- مؤسسة التميمي للبحث العلمي والمعلومات